# Astigmatismo (ottica)

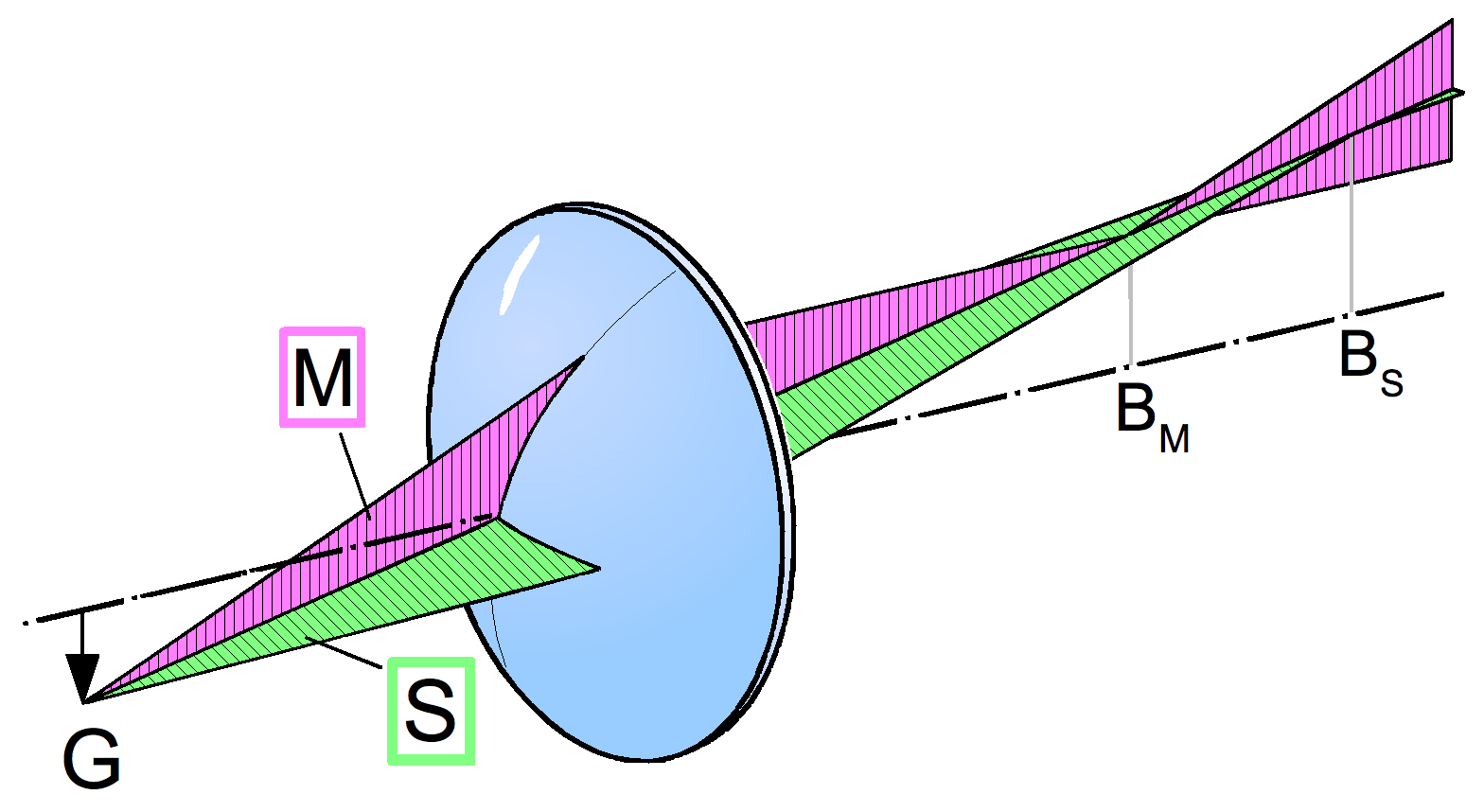
Una lente convessa con raggi emessi da un oggetto fuori asse. piani sagittale e meridionale sono contrassegnati come "M" e "S", rispettivamente. A causa dell'astigmatismo (fortemente esagerato), i piani di immagine "B" sono diversi per i raggi nei piani sagittale e meridionale.

L'astigmatismo, dal greco α-(a-) che significa "senza" e στίγμα (stigma), segno, punto, è un'aberrazione ottica presente in un sistema singolo o composto di lenti, dagli obbiettivi all'occhio; i raggi che si propagano in due piani intersecanti l'asse ottico ad angoli diversi, ad esempio perpendicolari tra loro, hanno fuochi differenti e proiettando l'immagine di un punto, lo stesso risulta deformato.
 Se un sistema ottico con astigmatismo viene utilizzato per formare l'immagine di una croce, le linee orizzontali e verticali saranno a fuoco a due distanze diverse.

## Descrizione
Visivamente un'immagine prodotta da un sistema astigmatico apparirà più o meno evidentemente deformata (un punto risulterà ellittico, con parte del bordo sfocato) o sdoppiata, con un'immagine principale a fuoco e una secondaria, meno incisa, sfocata e traslata rispetto a quella principale, a renderne meno intelligibile la lettura. L'aberrazione colpisce potenzialmente tutti i sistemi ottici ed è particolarmente sentita nei telescopi rifrattivi e nei microscopiper l'importanza estrema del dettaglio. L'entità dell'aberrazione, compensabile in fase di progettazione, è correlata a diversi fattori: distanza del diaframma dal diottro, potenza (focale) della lente, un fattore indice della curvatura di campo e un fattore che tiene conto della coma.
L'astigmatismo assiale e sagittale costituisce una delle cinque aberrazioni primarie di Seidel, studiate da Philipp Ludwig von Seidel e pubblicate nel 1857, o aberrazioni primarie monocromatiche.
Sul piano di Gauss la figura descritta dalle equazioni di Seidel per l'aberrazione astigmatica e di curvatura di campo (un sistema di equazioni in genere espresse in coordinate polari) è un'ellisse parametrizzata da fattori tra cui i coefficienti di aberrazione che modificano le sue dimensioni (entità dell'aberrazione) e la sua forma. Quando la curvatura di campo è uguale a 0 si ha l'astigmatismo sagittale puro, nel caso opposto si ha l'astigmatismo tangenziale.
Esistono due fondamentali forme di astigmatismo: per oggetti fuori dall'asse ottico, potenzialmente presente anche quando il sistema ottico sia perfettamente simmetrico, e per sistemi non simmetrici rispetto all'asse ottico. L'astigmatismo del secondo caso può essere osservato anche in raggi provenienti da oggetti in asse, dove la curvatura asimmetrica del diottro provochi una differente rifrazione ottica lungo i diversi meridiani; anche sistemi non omogenei nell'indice di rifrazione, con un'anisotropia sugli assi possono presentare questo fenomeno. L'occhio spesso presenta questo secondo tipo di astigmatismo oftalmico a causa di imperfezioni, naturali o acquisite, nella forma della cornea o di altri elementi come il cristallino e costituiscono un'ametropia.

## Tipologie e caratteristiche

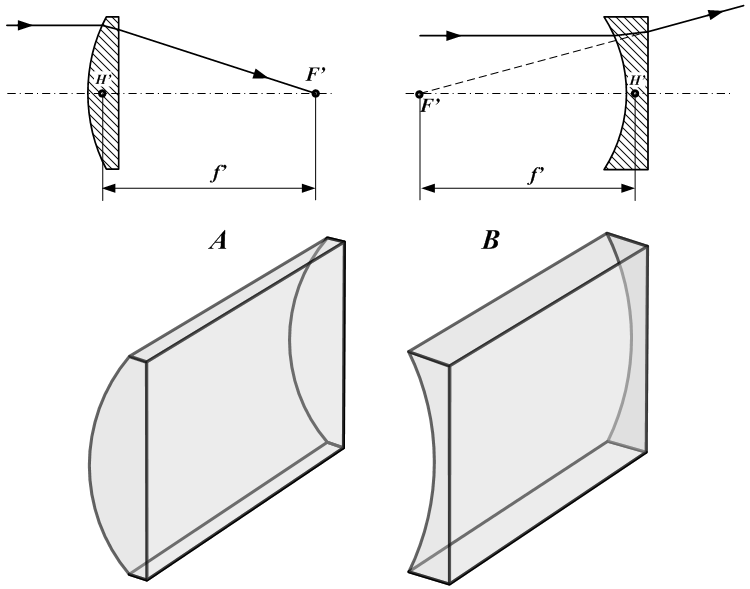
Una lente concava o convessa con superficie cilindrica produrrà immagini astigmatiche anche per raggi assiali, a causa dell'astigmatismo da sistema non rotazionalmente simmetrico. Queste lenti sono utilizzate ad esempio a scopo correttivo per correggere i fasci luminosi emessi dai diodi laser, fortemente ellittici, e nella correzione dell'astigmatismo dell'occhio

Vi sono almeno due tipi distinti di astigmatismo.
- Il primo, chiamato anche astigmatismo dei fasci obliqui, è un aberrazione di terzo ordine che si verifica per oggetti (o parti di oggetti) lontani dall'asse ottico. Questa forma di aberrazione si verifica anche quando il sistema ottico è perfettamente simmetrico. Questo è spesso definito come "aberrazione astigmatica monocromatica", perché si verifica anche per luce di una singola lunghezza d'onda. Questa terminologia può essere fuorviante, tuttavia, come quantità di aberrazione può variare fortemente con lunghezza d'onda diverse in un sistema ottico.

- La seconda forma di astigmatismo, astigmatismo di sistema rotazionalmente asimmetrico si verifica quando il sistema ottico non è simmetrico rispetto all'asse ottico. Questo può essere per progettazione (come nel caso di una lente cilindrica), oppure a causa di errori di fabbricazione nelle superfici dei componenti o disallineamento dei componenti. In questo caso, l'astigmatismo è osservato anche per raggi da punti sull'asse dell'oggetto. Questa forma di astigmatismo è estremamente importante nella scienza della visione e nella cura degli occhi, poiché l'occhio umano spesso presenta quest'aberrazione a causa di imperfezioni nella forma della cornea.

### Astigmatismo dei fasci obliqui o aberrazione di terzo ordine
- Astigmatismo del terzo ordine: nell'analisi di questa forma di astigmatismo, è comune considerare i raggi da un dato punto sull'oggetto, che si propagano in due piani speciali. Il primo piano è il piano tangente. Questo è il piano che comprende sia il punto dell'oggetto in esame sia l'asse di simmetria. Raggi che si propagano in questo piano sono chiamati raggi tangenziali. I piani che comprendono l'asse ottico sono piani meridiani. È comune per semplificare i problemi nei sistemi ottici radialmente simmetrici scegliere punti oggetto in verticale ("y") su un solo piano. Questo piano è quindi indicato come piano meridiano. Il secondo piano speciale è il piano sagittale. Questo è definito come il piano, ortogonale al piano tangente, che contiene il punto dell'oggetto in esame e interseca l'asse ottico alla pupilla di ingresso del sistema ottico. Questo piano contiene il raggio principale, ma non contiene l'asse ottico. È quindi un piano obliquo, in altre parole non un piano meridiano. Raggi che si propagano in questo piano sono chiamati raggi sagittali. Nell'astigmatismo di terzo ordine, i raggi sagittali e trasversali vanno a formare fuochi a distanze differenti lungo l'asse ottico. Questi fuochi sono detti fuoco sagittale e trasversale, rispettivamente.

### Astigmatismo di sistema rotazionalmente asimmetrico
- Astigmatismo in sistemi che non sono rotazionalmente simmetrici: se un sistema ottico non è assial-simmetrica, a causa di un errore nella forma delle superfici ottiche o per fatti dovuti al disallineamento dei componenti, o per anisotropia dei mezzi ottici, l'astigmatismo può verificarsi anche per punti dell'oggetto in asse. Questo effetto è spesso usato volutamente in complessi sistemi ottici, in particolare in alcuni tipi di telescopio; anche i lettori di compact disc e DVD possono usare una lente astigmatica per mettere a fuoco il supporto. L'orientamento degli ovali proiettati dai pozzetti (dot) del supporto indica quale asse è più a fuoco, e quindi in quale direzione la lente deve muoversi. Nell'analisi di questi sistemi, è comune considerare raggi tangenziali (come definito precedentemente), e raggi in un piano meridiano (un piano contenente l'asse ottico) perpendicolare al piano tangenziale. Questo piano è chiamato piano sagittale o meridionale o, meno precisamente, solo piano sagittale.

In optometria e oftalmologia, i piani verticali e orizzontali sono identificati come meridiani tangenziali e sagittali, rispettivamente. L'astigmatismo oftalmico è un difetto di rifrazione dell'occhio in cui vi è una differenza di grado di rifrazione in diversi meridiani. Essa è tipicamente caratterizzata da una figura asferica della cornea in cui la pendenza del profilo corneale e il potere rifrattivo in un meridiano è inferiore a quella dell'asse perpendicolare.
Queste aberrazioni sono date in funzione di:
- Forma della lente (coma e curvatura di campo sono correlate a questo parametro)
- Posizione del punto oggetto
- Posizione del diaframma di apertura

Qualsiasi punto oggetto, anche perpendicolare all'asse ottico, viene a creare, a causa di questa aberrazione, due superfici immagine curve, invece di un singolo piano immagine.